# Picot de Jamaica
El picot de Jamaica (Melanerpes radiolatus) és una espècie d'ocell de la família dels pícids (Picidae) que habita boscos de Jamaica, a les Antilles.

## Distribució i hàbitat
El picot de Jamaica es troba a tot l'illa de Jamaica. Habita en una varietat de paisatges boscosos, com ara la selva tropical de muntanya baixa, boscos humits i boirosos, manglars, pastures boscoses, plantacions de cítrics i cocoters i jardins. Aconsegueix la seva densitat més alta al bosc secundari mesòfit. En altitud va des del nivell del mar fins a les muntanyes més altes de l'illa.

## Estat
La UICN ha avaluat el picot de Jamaica com a de menor preocupació. Té una àrea de distribució molt gran, però es desconeix quina és la seva població, tot i es creu que està disminuint. No s'han identificat amenaces immediates. Es considera molt comú a tota l'illa. Tanmateix, "tot i que moltes zones forestals estan protegides, l'aplicació de les lleis sovint és inexistent".